# Masahiko Kōmura
Masahiko Kōmura (高村正彦 Kōmura Masahiko?,  nacido el 15 de marzo de 1942) es un político japonés del Partido Liberal Democrático, que ha ocupado dos veces el cargo de ministro de Asuntos Exteriores, y que actualmente es miembro de la Cámara de Representantes por el Primer Distrito de la Prefectura de Yamaguchi.
Kōmura nació en la Prefectura de Ehime. Fue elegido por primera vez para la Cámara de Representantes en la elección de junio de 1980 y ha sido reelegido en cada elección desde aquella vez. Se convirtió en el director general de la Agencia de Planeación Económica en junio de 1994, ministro de Asuntos Exteriores en julio de 1998 y ministro de Justicia en el 2000. En agosto de 2007, bajo el mando de Shinzō Abe, fue nombrado ministro de Defensa. Seguido de la renuncia de Abe en septiembre de 2007, Kōmura fue nombrado ministro de Asuntos Exteriores por segunda vez el 26 de septiembre de 2007, en el gabinete del primer ministro Yasuo Fukuda, hasta el 24 de septiembre de 2008.